# Història de l'Illa de Man
La història de l'illa de Man s'inicia en el període prehistòric.

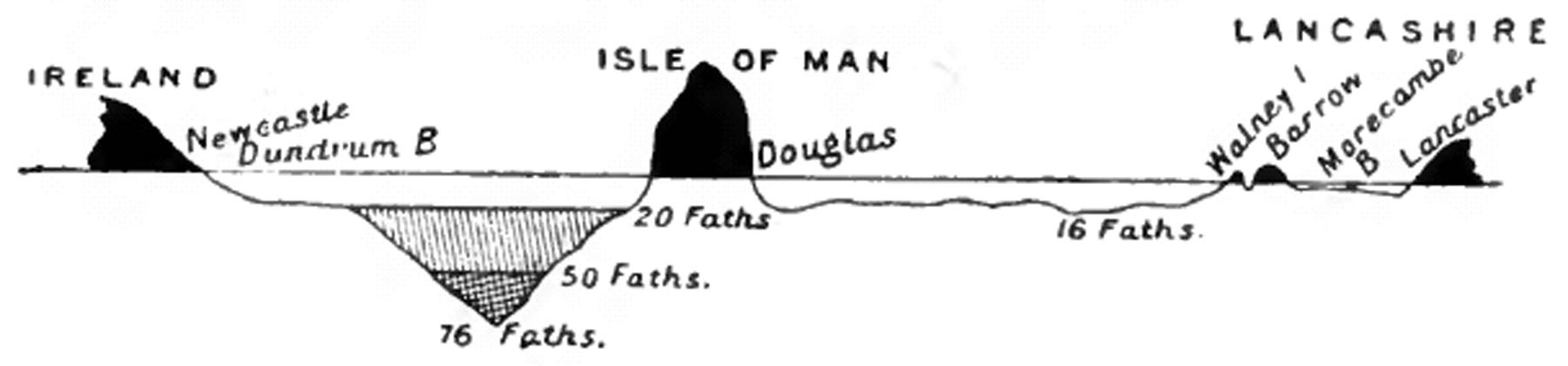
Nivells del mar vistos des del mar d'Irlanda a través de Man

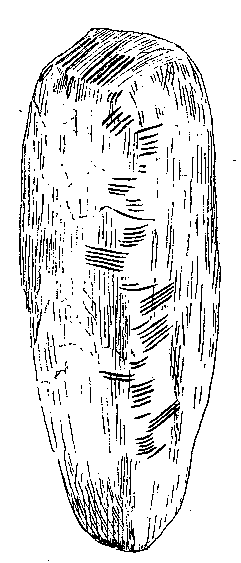
Pedra Ogham de l'illa de Man mostrant el droim al centre. El text diu BIVAIDONAS MAQI MUCOI CUNAVA[LI]; en català: De Bivaidonas, fill de la tribu Cunava[li

## Prehistòria
El nom de l'illa de Man potser prové de Mannanan, nom d'un déu celta. També fou coneguda com a Manàpia tant per grecs com pels romans i durant l'edat mitjana. Totes les possibles restes d'habitatge paleolític foren destruïdes durant l'època glacial. S'hi ha trobat restes mesolítiques, incloses de tardenoisianes i del tipus Bann, com a Irlanda. Pel que fa al Neolític, hi ha dos aspectes:
- El megalític datat entre el 2000 i el 1500 aC; una galeria a Cashtal-yn-Ard, vora Kirk Maughold; la "pedra del rei Orry", vora Laxey/Laksaa, i el cercle Meayl (o Mull), vora Cregneish, amb sis parells de cambres.
- La cultura de Ronaldsway, de caràcter autòcton, descoberta el 1943 i caracteritzada per les esteles de caràcter irlandès i els monuments de bronze, urnes incineràries i grups de cases circulars.

La primera edat de ferro vindrà marcada per l'aparició de fortificacions als turons, similars a les gal·leses (com la de Souhth Barrule) i cases de fusta llargues i circulars, sense fortificació defensiva (com la de Balakelgan, excavades per G. Bersu el 1941-1944), que potser daten del segle ii aC.

## Regne viking de Man

El Regne de Man i les Illes cap al 1100. Sodor i Mann en vermell

L'illa fou coneguda pels romans, però aquests no l'ocuparen pas. Posteriorment, fou habitada per monjos celtes durant els segles v i vi, i fou llar de nombrosos missioners irlandesos, deixebles de sant Patrici d'Irlanda. Hi construïren moltes petites parròquies d'oració anomenades keills, i nombroses creus de pedra amb inscripcions. Del nom d'un dels governants llegendaris del país, Mannanan (potser del 500), ve el nom de l'illa. El gal·lès Llywarch el Vell (560-582) també en tindrà el domini. El 616 l'illa fou envaïda per Edwin de Northúmbria, que també n'impulsaria la cristianització dels nadius. El 684 tornaria a ser envaïda per Egfrid de Northúmbria, que la disputà als gal·lesos i escots Gwyar (630), Teigid (670), Algwyn (700), Sandde (730), Elydir (760) i Gwriad (800).
Les primeres notícies de l'arribada dels vikings a l'illa de Man que es tenen daten del 798. Se sap que el 860 fou invadida per Olaf, rei viking de Dubh Linn (també conegut per Anlaf Cuaran).
En general, els vikings arribaren a l'illa de Man quan es llançaren a la conquesta d’Anglaterra, però de fet pocs s'hi assentaren, només alguns procedents de les Nordreys (les illes Orkney i Shetland) i de les Surdreys (avui Western Isles, part de les Hèbrides), la història dels quals fou recollida per les sagues. Endemés, com que majoritàriament eren homes que es casaren amb dones nadiues, a la llarga adoptarien la parla celta de l'illa com a llengua dominant, fins i tot en el vessant escrit. Els primers cabdills vikings dominants foren Godred MacFergus (836-853), Ketil Flatnose (853-866), Tryggvi (fl. 870), i Asbjorn Skerjablesi (mort el 899).
Cap al 923 l'illa fou ocupada efectivament pel rei de Noruega, Harald Haarfagaer, que establí per primer cop noruecs a l'illa. Fins al 960 fou dominada efectivament per Magnus Haraldson de Limerick (972-077) i el seu fill Guthred (977-989), però del 989 al 1000 serà ocupada pel cabdill Gotfred d'Orkney. Novament el 1014 serà envaïda pel cabdill noruec Sigurd, que matarà també al governador de Man.
La història de Godred fou recollida al Chronicon Manniae, escrit pels monjos de l'abadia de Rushen (fundada el 1134). Segons sembla, el 1079 l'illa fou concedida al cabdill viking Godred Crovam, el jarl o rei Orry de les llegendes locals, que establiria a Tynwald la cort del Regne de Man i el sistema actual de govern local. Els seus descendents governarien l'illa seguint aquestes normes, curiosa barreja d'elements escandinaus i celtes. L'empremta escandinava a l'illa restarà en la cort de Tynwald i en el govern, en la toponímia, les restes de fortaleses i als enterraments a les muntanyes de Balladoole i Knock-y-Dooney.
Al rei Orry el van succeir 14 reis més, així com 15 bisbes. Godred governarà des del 1079 fins a la seva mort el 1095. El succeïren Lagmann (1095-1096), Olav I (1096), Donald (1096-98), i després d'una ocupació temporal del senyor d'Orkney (1098-1113) el seu fill Olav II el Roig (1113-1152), que fou el primer rei intitulat Rex Manniae et Insularum. El seu successor, Godred II el Negre (1152-1187), esdevingué, però, vassall del rei Enric II Plantagenet d'Anglaterra, però malgrat això no pogué evitar trobar-se enmig de la guerra entre Escòcia i Anglaterra, raó per la qual el 1177 fou atacat per William Fitzsimmons, noble normand d'Irlanda i els usurpadors Mac Donald Sumerled (1158-1164) i Reginald I (1164) ocuparen temporalment el regne. D'aquesta manera, el seu successor, Ragnald o Reginald I (1187-1213), el 1187 va haver de retre homenatge al rei d'Anglaterra i pagar tribut.
El 1229 el bisbe de Man, Simon d'Argyll, fou enviat des de Nidaros (Trondheim) per tal de ser investit bisbe de Sudney i Man. Va fer construir una seu catedralícia a l'església de Saint Germain (Peel), així com la fortalesa de Bishopcourt a Kirk Michael, on tindria la residència. Va comptar amb el suport dels reis Olav III (1226-1237) i Godred III (1230), Harold I (1237-1248), Reginald II (1249) i Harold II (1249-1250).
El 1266 Noruega va decidir vendre els drets que tenia sobre l'illa al rei d'Escòcia, Alexandre III. El rei de l'illa aleshores, Magnus (1252-1266), successor d'Ivar (1250-1252), ho rebutjà amb suport de la població local. Tot i així, enviaria un exèrcit per tal d'ajudar els noruecs a ocupar Escòcia, però fou vençut pels escots a Largs i per aquest motiu hagué de cedir Sudneys a Escòcia. Fins i tot, el seu fill Godred hagué de comprar el dret a ocupar el tron de Man.
Tanmateix, el 1290 el rei Eduard I d'Anglaterra conquerí l'illa i l'ocupà efectivament fins al 1313, de manera que Godred no arribaria a ocupar el tron. El 1313, el successor d'Eduard I, Eduard II, va perdre Man davant l'escocès Robert Bruce, que atacaria l'illa en persona i ocuparà la Torre del Rei Orry (castell de Rushen); però el 1333 la tornaria a perdre a mans del rei Eduard III d'Anglaterra.

## Senyoria de Man
Eduard III d'Anglaterra va vendre l'illa de Man a William Montagu (mort el 1344), primer comte de Salisbury, que havia col·laborat en la conquesta de l'illa als escocesos. Va instal·lar la seu reial a Castletown, però a la seva mort el 1344 va vendre els drets de l'illa a William le Scrope of Bolton, comte de Wiltshire. Nogensmenys, el seu fill William II Montagu (1328-1397) li tornaria a comprar els drets sobre l'illa el 1392, i els va transmetre als seus hereus, John Montagu (1350-1400), tercer comte de Salisbury, i Thomas Montagu (1388-1428), darrer Salisbury.
Aleshores, el 1406 el rei Enric IV d'Anglaterra la va vendre al lord diputat d'Irlanda, sir John Stanley (mort el 1414). Tant ell com els seus descendents rebutjarien el títol de rei de Man, però no pas el de Lord of Man.
El domini de l'illa pels Stanley es caracteritzà per l'estabilitat política. Els seus successors, Thomas baró Stanley (1405-1459), Thomas I comte de Derby (1435-1504) i Thomas II comte de Derby del 1504 al 1521, rarament visitaren l'illa, però hi nomenaren governadors competents i hi enviaren guarnicions militars des de Lancashire, ja que fou una important base durant les lluites dinàstiques en què es barrejaren, com la Guerra de les Dues roses. Hi governarien un total de tretze Stanleys, gairebé sense interrupció. A Thomas II el succeïren Edward III (1509-1572), Henry IV (1531-1593) i Ferdinando (1559-1594), que moriria sense fills barons. Aleshores la reina Elisabet I d'Anglaterra els prengué el feu. Jaume I d'Anglaterra i Escòcia la va retenir fins al 1607, quan la va cedir als comtes de Salisbury, però el 1609 la tornaria als Stanley, William (1561-1642) i al seu successor, James (1607-1651).
L'illa es va veure embolicada sense voler-ho en el conflicte entre el Parlament i el rei. James Stanley, anomenat The Great Stanley, fou diputat per Liverpool i es posà de part de Carles I d'Anglaterra contra el Parlament i Oliver Cronwell. Fou fet presoner després de la batalla de Worcester i executat. La seva esposa, Charlotte de la Tremouille, intentà resistir a Man, però fou lliurada a Cronwell pel favorit del seu marit, William Christian (l’Illiam Dhone de les llegendes locals), governador de l'illa, que seria amnistiat pel nou rei, però fou assassinat pels Stanley el 1663. Així esdevindria un heroi popular i originaria la balada popular anònima en manx Baase Illiam Dhone.
Lord Fairfax governà l'illa en nom de Cronwell, però amb la restauració l'illa fou tornada als Stanley, el jove Charles (1628-1672) i al seu fill William (1655-1702). Un cop recuperat el reialme, esclatarien disputes per la tinença permanent dels agricultors, que encara es regien pel sistema escandinau d'ocupació permanent sota pagament d'una renda al senyor, i no sota el sistema feudal anglès heretat dels normands. Com a resultat de les disputes amb el Lord, molts grangers abandonaren la terra i es dedicaren a la pesca i al comerç de contraban. Com que a l'illa no hi havia lleis fiscals, l'alcohol, tabac i seda podien ser importats legalment per després ser reexportats a la Gran Bretanya mitjançant el noliejament de vaixells ràpids amb mariners hàbils.
Pel que fa a l'educació i la cultura, el 1667 el bisbe Isaac Barrow organitzà l'educació obligatòria i fundà per primer cop un sistema d'escoles parroquials on ensenyaven els clergues. Un dels seus successors, el bisbe Thomas Wilson (1698-1755) va escriure i publicar els Coryrle sodjeh (Principis i deures cristians, 1699-1707), devocionari protestant i un dels primers texts en manx modern. El més antic és el llibre d'història de l'illa Manannan Mac y Lherr, compost potser en el segle xvi, on es recull el text més antic, el poema ossiànic Mannanan Beg Mac y Leirr gives. I el 1707 el cornuallès Edward Lluyd, considerat el pare de la filologia celta, publicà el primer tom de l’Archaealogia Britannica, que inclou un grapat de paraules manx. Endemés, el 1700 les dones reberen el dret a sufragi en la cort de Tynwald, i fou així un dels primers parlaments del món en què s'esdevenia.
La qüestió de la terra se solucionaria en part mercè a la influència del bisbe Thomas Wilson, que amb l’Act of Settlement del 1704 va permetre que els qui tenien la terra podien rebre-la a perpetuïtat mitjançant el pagament d'una renda fixa, que es podia succeir o alienar, i d'aquesta manera assoliria una gran influència en els afers interns de l'illa. L'illa es dividí en dues delimitacions parroquials: el Nord, que comprèn les parròquies Bride, Andreas, Jurby, Ballaugh, Michael, Lezayre, Maughold, i Lonan; i el sud, que comprèn Rushen, Arbory, Malew, Patrick, German, Marown, Santan, Braddan i Onchan.
El 1736 va morir James (1664-1736), desè comte de Derby i Lord of Man, sense herència masculina. Els drets sobre l'illa passarien a la seva filla Charlotte, baronessa Strange, que s'havia casat amb John Murray (primer duc d'Atholl). Com que havia mort, fou cedida al seu fill James Murray (1690-1764), segon duc d'Atholl. Durant el lideratge dels Atholl augmentà moltíssim el contraban, que acabaria esdevenint una seriosa amenaça per al comerç britànic, raó per la qual el parlament de Londres decidí suprimir-lo.

## Possessió britànica de Man
D'aquesta manera, els britànics publicarien el 1765 la Revesting Act per la qual es feien càrrec dels afers de l'illa de Man. El darrer duc d'Atholl, John Murray (1725-1774), en cedí al sobirania a la corona anglesa a canvi de 70.000 lliures esterlines i una anualitat de 2.000 lliures més per a la duquessa. També es comprometeren a mantenir els drets manorials i el patronatge de la seu, que foren comprats més tard per la corona britànica per 417.144 lliures, el 1828. El quart duc d'Atholl construí el 1804 Castle Mona a Douglas com a residència del governador, càrrec que ell mateix ocuparia el 1828 en nom de la corona.
L’Act interferí molt en l'autonomia de l'illa, però en les constants representacions del 1837, 1844 i 1853 aconseguiren restablir-la, deixant la Cort de Tynwald i la House of Keys tal com estaven. D'aquesta manera, des del 1829 l'illa esdevindrà una possessió de la corona britànica amb estatut de territori, tindrà un sistema judicial i lleis pròpies, i només amb obediència directa a la reina d'Anglaterra, o sia, gairebé independent. Endemés, el 1866 la reina Victoria d'Anglaterra confirmaria la situació política ja existent i concediria més poder a la Tynwald Court.
El 1872 la House of Keys dictaria l’Elementary School Act, tot creant una oficina d'educació i una xarxa d'escoles públiques, que el 1907 s'ampliarien a l'ensenyament secundari, tot, però, en anglès i sense tenir en compte la llengua autòctona, que ja s'anava perdent (el 1872 ja només la parlaven el 30% dels habitants de l'illa, i el 1901 baixaria al 10%). Com a reacció, el mateix 1872 es crearia la Manx Language Society, que es dedicaria a publicar obres clàssiques com les de Bridson.
Però la revolució industrial anglesa farà que l'illa sigui el destí d'esbarjo de molts treballadors de Lancashire, així com de nombrosos deixebles del metodista Wesley. Aquests fets es traduïren en una forta davallada de la llengua manx, paral·lela a la de les altres llengües cèltiques, i amb alguns canvis en l'estructura etnosocial de l'illa.

## Illa de Man al segle XX
Cap al 1899 es fundà Yn Cheshagt Ghailckach (Lliga Gaèlica de Man), societat politicolingüística inspirada en la seva homònima irlandesa. Nasqué com a moviment de recuperació de l'idioma per captar tant parlants habituals com de nous per a l'estudi i promoció de la llengua, però els resultats foren discrets, puix que només restaven deu parlants nadius, entre ells Nedd Maddrell, John Kneen, Doug Fargher (autor d'un diccionari anglès-manx el 1979) i Sage Kinvig de Ronague (mort el 1962). Des del 1901 participarà en els Congresos Intercèltics, i fins i tot facilitarà el 1920 la instauració del Festival Intercèltic. Però des del 1945 fins al 1977 es dedicarà a gravar els testimonis dels darrers parlants de manx per tal d'estandarditzar l'idioma i facilitar-ne una futura recuperació.
El 1920 el governador nomenat per la reina perdé els seus poders judicials sobre l'illa de Man, i el 1946 fou creat un Comité Executiu de set membres com a Consell Assessor. També es dictaria el 1949 una Education Act calcada de la britànica. Fins i tot, el 1961 el govern va imprimir per primer cop bitllets propis.
Durant els anys cinquanta es produí una nova revifalla per l'interès de la llengua pròpia del país, mercè a l'activisme de les societats Caarjyn Vanin i Aeglagh Vannin, per tal d'impulsar el seu ús entre els nens i els adults, tal com fan societats similars a Bretanya, Escòcia i Gal·les. Endemés, des del 1961 al 1986 reberen més autogovern a mans d'un consell executiu escollit popularment.
El 1962 es va fundar el primer partit nacionalista de l'illa, el Mec Vannin, per Lewis Crellin i Bernard Moffat, partidaris de convertir el país en una República Democràtica independent de la Gran Bretanya, i en la difusió i protecció del manx, amb un programa centrista. L'integraven en la major part joves partidaris de l'acció directa i contraris a la immigració britànica. Van organitzar un fort activisme a l'exterior, de manera que signaren acords de col·laboració amb Plaid Cymru, Mebyon Kernow, Unió Democràtica Bretona i el Partit Nacional Escocès. Fins i tot, a les eleccions del 1976, van treure el 13% dels vots i obtingueren un escó a Tynwald. Però el 1977, per les discussions internes a l'hora de condemnar l'ús de les bases militars a l'illa per als regiments britànics destinats a Irlanda del Nord, es produí l'escissió del Foo Halloo, també anomenat Poblaght Soshiallagh Vannin (Partit Republicà Socialista Manx), de caràcter socialista i castrista i amb més pretensions de ser un grup de pressió que no pas un partit convencional. Fins i tot aparegué un grup que organitzaria lluita armada a petita escala, Iree Magh. Tanmateix, el 1981 perderen l'escó que tenien i fins al 1986 governaria l'illa el Manx Labour Party.
El 1985, mercè a una resolució de la cort de Tynwald, la llengua manx va rebre per primer cop a la seva vida un reconeixement oficial, i es va crear sota patrocini oficial organismes com la Manx Heritage Foundation, un Coonceil ny Gaelgey (Consell del Gaèlic) per regular-ne l'ús oficial. El setembre del 1986, Yn Cheshagaht Ghailckagh va obrir unes oficines Thie ny Gaelgey i obrí una escola al nord de l'illa, St. Jude.
D'aleshores ençà, el nacionalisme manx és de caràcter testimonial, però sí que persisteix una certa dinàmica social d'activisme lingüístic. També han acusat sovint al govern de marginalitzar el poble de manx tot important nous residents amb propòsits d'evasió fiscal. El 1989 la BBC hi passà un document d'aquests fraus, cosa que obligà el ministre del tresor Michael Cannan i el diputat Kirk Michael a desmentir-ho. Tot i així, segons el ministre del tresor Donald Gelling, el 1994 hi havia 30.000 companyies registrades a l'illa que no hi exercien cap activitat.
El 1997 el govern de l'Illa de Man fou acusat de violar els drets humans per empresonar una nena de 12 anys sense ser condemnada. Endemés, fou denunciat per Amnistia Internacional el fet que les lleis de l'illa també permeten empresonar els homosexuals pel simple fet de ser-ho.